# Gauthier (Name)
Gauthier ist ein französischer Vor- und Familienname.

## Herkunft und Bedeutung
Gauthier ist die französische Variante des deutschen Vornamens Walter, siehe dort zu weiterer Information.

## Namensträger

### Vorname
- Gauthier II. de Villebéon, genannt „le Jeune“ († 1219), Großkammerherr von Frankreich
- Gauthier III. de Nemours († 1270), Marschall von Frankreich

### Familienname
- Alfred Gauthier (1871–1950), deutscher Unternehmer und Gründer der Alfred Gauthier GmbH
- Alice Gauthier (1900–1994), französische Chanson-Sängerin und Schauspielerin, siehe Lys Gauty
- Armand Gauthier (Politiker) (Armand Elzéar Gauthier; 1850–1926), französischer Politiker
- Armand Gauthier (Sänger), kanadischer Sänger (Bass)
- Arnaud Gauthier-Rat (* 1996), französischer Beachvolleyballspieler
- Bernard Gauthier (1924–2018), französischer Radrennfahrer
- Blanche Gauthier (1884–1960), kanadische Schauspielerin und Sängerin
- Charles Hugh Gauthier (1843–1922), kanadischer Geistlicher und römisch-katholischer Erzbischof von Ottawa
- Chris Gauthier (1976–2024), kanadischer Schauspieler
- Claude Gauthier (Eishockeyspieler) (* 1947), kanadischer Eishockeyspieler
- Claude Gauthier (Sänger) (* 1939), kanadischer Singer-Songwriter und Schauspieler
- Conrad Gauthier (1885–1964), kanadischer Schauspieler und Sänger
- Dan Gauthier (* 1963), US-amerikanischer Schauspieler
- Daniel Gauthier (* 1970), kanadischer Eishockeyspieler
- David Gauthier (1932–2023), kanadischer Philosoph
- Denis Gauthier (* 1976), kanadischer Eishockeyspieler
- Dominick Gauthier (* 1973), kanadischer Freestyle-Skier

- Dominique Gauthier (Mediziner) (1910–2006), kanadischer Arzt und Volkskundler
- Dominique Gauthier (Künstler) (* 1953), französischer Künstler
- Dominique Gauthier (Koch) (* 1967), französischer Koch

- Eric Gauthier (* 1977), kanadischer Balletttänzer und -choreograph
- Éva Gauthier (1885–1958), kanadische Sängerin (Alt, Sopran)
- Fay Gauthier, US-amerikanische Theater und Filmschauspielerin, Sängerin und Songwriterin
- François Gauthier (1876–1950), französischer Opernsänger (Heldentenor), siehe Paul Franz
- François Gauthier (* 1955), kanadischer Westernreiter
- François Gauthier-Drapeau (* 1998), kanadischer Judoka
- Frédérik Gauthier (* 1995), kanadischer Eishockeyspieler
- Gabe Gauthier (* 1984), US-amerikanischer Eishockeyspieler
- Georges Gauthier (1871–1940), kanadischer Geistlicher und römisch-katholischer Erzbischof von Montréal
- Glen Gauthier, kanadischer Tonmeister
- Gustav Gauthier (1876–1963), deutscher Unternehmer
- Henri Gauthier (1877–1950), französischer Ägyptologe
- Henry Gauthier-Villars (1859–1931), französischer Journalist, Musikkritiker und Romancier
- Isabel Gauthier (* 1971), kanadische Neurowissenschaftlerin
- Jacques Gauthier (* 1948), US-amerikanischer Paläontologe
- Jean Gauthier (Eishockeyspieler) (Joseph Jean-Philippe Gauthier; 1937–2013), kanadischer Eishockeyspieler
- Jean Albert Gauthier-Villars (1828–1898), französischer Verleger
- Jean-Denis Gauthier (1810–1877), französischer römisch-katholischer Ordensgeistlicher und Apostolischer Vikar von Süd-Tonking
- Jean-Joseph Gauthier (1765–1815), französischer General
- Jean Philippe Gauthier, Teilnehmer am bayerischen Volksaufstand 1705
- Jean-Pierre Gauthier, genannt Leclerc, (1765–1821), französischer Général de brigade in den Koalitionskriegen
- Jean-Robert Gauthier (1929–2009), kanadischer Politiker
- Jeff Gauthier (* 1954), US-amerikanischer Violinist, Komponist und Musikproduzent
- Julie Ellen Gauthier, siehe Julie Ashton (* 1968), US-amerikanische Pornodarstellerin
- Julien Gauthier (* 1997), kanadischer Eishockeyspieler
- Kerry Gauthier (* 1955), US-amerikanischer Politiker und Sozialarbeiter
- Laure Gauthier (* 1972), französische Schriftstellerin und Dichterin
- Léon Gauthier (Arabist) (1862–1949), französischer Arabist und Hochschullehrer
- Léon Gauthier (Bischof) (1912–2003), Schweizer christkatholischer Bischof
- Leonald Gauthier, siehe Hal Willis (1933–2015), kanadischer Singer-Songwriter
- Louis Philibert Auguste Gauthier (1792–1851), französischer Mediziner
- Louis-Marie Galibert (1845–1883), französischer römisch-katholischer Ordensgeistlicher und Apostolischer Vikar von Ost-Cochin
- Marie-Brigitte Gauthier-Chaufour (1928–2001), französische Komponistin
- Marie-Madeleine Gauthier (1920–1998), französische Mediävistin
- Marine Gauthier (* 1990), französische Skirennläuferin
- Mary Gauthier (* 1962), US-amerikanische Country- und Folk-Songwriterin
- Maximilien Gauthier (1893–1977), französischer Kunstschriftsteller und -kritiker
- Patrick Gauthier (* 1953), französischer Fusion- und Rockmusiker
- Paul-Marcel Gauthier (1910–1999), kanadischer Sänger und Komponist
- Pierre Gauthier (Segler) (1879–nach 1924), französischer Segler
- Pierre Gauthier (* 1953), kanadischer Eishockeyfunktionär
- René Antoine Gauthier (1913–1999), französischer Dominikaner und Philosophiehistoriker
- Robert Gauthier, französischer Automobilrennfahrer
- Roger Gauthier (1902–1981), französischer Automobilrennfahrer
- Sean Gauthier (* 1971), kanadischer Eishockeytorwart
- Sebastian Gauthier (* 1991), US-amerikanisch-schwedischer American-Football-Spieler
- Tiffany Gauthier (* 1993), französische Skirennläuferin